# Margaret Adeoye
Margaret Adeoye (ur. 22 kwietnia 1985 w Lagos) – brytyjska lekkoatletka nigeryjskiego pochodzenia, sprinterka. 
W 2011 startowała na uniwersjadzie w Shenzhen, na której zajęła 6. miejsce w finale biegu na 200 metrów, a wraz z koleżankami ze sztafety 4 × 100 metrów, uplasowała się na 4. pozycji. W 2012 dotarła do półfinału biegu na 200 metrów podczas igrzysk olimpijskich w Londynie. Rok później zdobyła brąz mistrzostw świata w biegu rozstawnym 4 × 400 metrów. Na początku 2014, startując w sztafecie 4 × 400 metrów, sięgnęła po brązowy medal halowych mistrzostw świata. W tym samym roku startowała na igrzyskach Wspólnoty Narodów w Glasgow, podczas których biegła w eliminacjach angielskiej sztafety 4 × 400 metrów. Adeoye nie znalazła się w składzie na bieg finałowy, a jej koleżanki z reprezentacji sięgnęły po brązowy medal. Brązowa medalistka mistrzostw Europy w biegu rozstawnym 4 × 400 metrów (2014).
Złota medalistka mistrzostw Wielkiej Brytanii.

## Osiągnięcia
| Rok  | Impreza                                 | Miejsce    | Konkurencja             | Lokata     | Wynik           | Reprezentacja |
| ---- | --------------------------------------- | ---------- | ----------------------- | ---------- | --------------- | ------------- |
| 2011 | Uniwersjada                             | Shenzhen   | bieg na 200 metrów      | 6. miejsce | 23,49           | GBR           |
| 2011 | Uniwersjada                             | Shenzhen   | sztafeta 4 × 100 metrów | 4. miejsce | 44,01           | GBR           |
| 2012 | Igrzyska olimpijskie                    | Londyn     | bieg na 200 metrów      | półfinał   | 23,28           | GBR           |
| 2013 | Mistrzostwa świata                      | Moskwa     | sztafeta 4 × 400 metrów | 3. miejsce | 3:22,61         | GBR           |
| 2014 | Halowe mistrzostwa świata               | Sopot      | bieg na 400 metrów      | półfinał   | 53,59           | GBR           |
| 2014 | Halowe mistrzostwa świata               | Sopot      | sztafeta 4 × 400 metrów | 3. miejsce | 3:27,90         | GBR           |
| 2014 | IAAF World Relays                       | Nassau     | sztafeta 4 × 400 metrów | 7. miejsce | 3:28,03         | GBR           |
| 2014 | Igrzyska Wspólnoty Narodów              | Glasgow    | bieg na 400 metrów      | półfinał   | 52,48           | ENG           |
| 2014 | Igrzyska Wspólnoty Narodów              | Glasgow    | sztafeta 4 × 400 metrów | 3. miejsce | 3:27,24 (elim.) | ENG           |
| 2014 | Mistrzostwa Europy                      | Zurych     | sztafeta 4 × 400 metrów | 3. miejsce | 3:24,34         | GBR           |
| 2015 | IAAF World Relays                       | Nassau     | sztafeta 4 × 100 metrów | 3. miejsce | 42,84           | GBR           |
| 2015 | Superliga drużynowych mistrzostw Europy | Czeboksary | bieg na 400 metrów      | 4. miejsce | 52,07           | GBR           |
| 2015 | Superliga drużynowych mistrzostw Europy | Czeboksary | sztafeta 4 × 400 metrów | 6. miejsce | 3:30,01         | GBR           |
| 2015 | Mistrzostwa świata                      | Pekin      | bieg na 200 metrów      | półfinał   | 23,34           | GBR           |

## Rekordy życiowe
- Bieg na 60 metrów (hala) – 7,40 (2013)
- Bieg na 100 metrów – 11,28 (2014)
- Bieg na 200 metrów – 22,88 (2013)
- Bieg na 200 metrów (hala) – 22,98 (2013)
- Bieg na 400 metrów – 51,93 (2013)
- Bieg na 400 metrów (hala) – 52,21 (2013)